# Zöldkabátos mézevő
A zöldkabátos mézevő (Glycichaera fallax) a madarak osztályának verébalakúak (Passeriformes) rendjébe és a mézevőfélék (Meliphagidae) családjába tartozó Glycichaera nem egyetlen faja.
A magyar név forrással nincs megerősítve.

## Rendszerezés
Besorolása vitatott, egyes rendszerezők a Timeliopsis nembe sorolják Timeliopsis fallax néven.

## Előfordulása
Ausztrália, Indonézia és Pápua Új-Guinea területén honos. A természetes élőhelye a szubtrópusi vagy trópusi nedves síkvidéki erdők, szubtrópusi vagy trópusi mocsári erdők.

## Alfajai
- Glycichaera fallax claudi (Mathews, 1914)
- Glycichaera fallax fallax (Salvadori, 1878)
- Glycichaera fallax pallida (Stresemann & Paludan, 1932)
- Glycichaera fallax poliocephala (Salvadori, 1878)

## Külső hivatkozások
- Képek az interneten a fajról
- Internet Bird Collection - videók a fajról